# Crepidotus subsphaerosporus
Crepidotus subsphaerosporus är en svampart som tillhör divisionen basidiesvampar, och som först beskrevs av Jakob Emanuel Lange, och fick sitt nu gällande namn av Lexemuel Ray Hesler och Alexander Hanchett Smith. Crepidotus subsphaerosporus ingår i släktet rödmusslingar, och familjen Crepidotaceae. Arten är reproducerande i Sverige.